# Vedad Ibišević
Vedad Ibišević (Vlasenica, 6. kolovoza 1984.) umirovljeni je bosanskohercegovački nogometaš koji je igra na poziciji napadača.

## Reprezentacija
Dana 15. listopada 2013. postigao je pobjedonosni pogodak za BiH u gostujućoj utakmici protiv Litve. Zbog te pobjede BiH je kao prva u skupini izborila nastup na SP-u 2014., svom prvom velikom natjecanju. Dana 15. lipnja 2014. u utakmici protiv Argentine postigao je prvi pogodak za Bosnu i Hercegovinu na svjetskim prvenstvima. Pogodio je u 85. minuti, a utakmica je završila ishodom 2:1 za Argentinu.U 2017. se oprostio od Bosne i Hercegovine.

### Pogodci za reprezentaciju
| #   | Datum               | Mjesto                                            | Protivnik   | Pogodak | Rezultat | Natjecanje                  |
| --- | ------------------- | ------------------------------------------------- | ----------- | ------- | -------- | --------------------------- |
| 1.  | 13. listopada 2007. | Olimpijski stadion, Atena, Grčka                  | Grčka       | 2 : 3   | 2 : 3    | Kvalifikacije za EURO 2008. |
| 2.  | 19. studenog 2008.  | Stadion Ljudski vrt, Maribor, Slovenija           | Slovenija   | 1 : 0   | 4 : 3    | Prijateljska utakmica       |
| 3.  | 19. studenog 2008.  | Stadion Ljudski vrt, Maribor, Slovenija           | Slovenija   | 4 : 1   | 4 : 3    | Prijateljska utakmica       |
| 4.  | 10. listopada 2009. | A. Le Coq Arena, Tallinn, Estonija                | Estonija    | 2 : 0   | 2 : 0    | Kvalifikacije za SP 2010.   |
| 5.  | 3. ožujka 2010.     | Koševo, Sarajevo, Bosna i Hercegovina             | Gana        | 1 : 1   | 2 : 1    | Prijateljska utakmica       |
| 6.  | 10. kolovoza 2010.  | Stadion Grbavica, Sarajevo, Bosna i Hercegovina   | Katar       | 1 : 0   | 1 : 1    | Prijateljska utakmica       |
| 7.  | 8. listopada 2010.  | Stadion Qemal Stafa, Tirana, Albanija             | Albanija    | 1 : 0   | 1 : 1    | Kvalifikacije za EURO 2012. |
| 8.  | 26. ožujka 2011.    | Stadion Bilino polje, Zenica, Bosna i Hercegovina | Rumunjska   | 1 : 1   | 2 : 1    | Kvalifikacije za EURO 2012. |
| 9.  | 28. veljače 2012.   | AFG Arena, St. Gallen, Švicarska                  | Brazil      | 1 : 1   | 1 : 2    | Prijateljska utakmica       |
| 10. | 15. kolovoza 2012.  | Parc y Scarlets, Llanelli, Wales                  | Wales       | 1 : 0   | 2 : 0    | Prijateljska utakmica       |
| 11. | 7. rujna 2012.      | Rheinpark Stadion, Vaduz, Lihtenštajn             | Lihtenštajn | 3 : 0   | 8 : 1    | Kvalifikacije za SP 2014.   |
| 12. | 7. rujna 2012.      | Rheinpark Stadion, Vaduz, Lihtenštajn             | Lihtenštajn | 4 : 0   | 8 : 1    | Kvalifikacije za SP 2014.   |
| 13. | 7. rujna 2012.      | Rheinpark Stadion, Vaduz, Lihtenštajn             | Lihtenštajn | 8 : 1   | 8 : 1    | Kvalifikacije za SP 2014.   |
| 14. | 16. listopada 2012. | Stadion Bilino polje, Zenica, Bosna i Hercegovina | Litva       | 1 : 0   | 3 : 0    | Kvalifikacije za SP 2014.   |
| 15. | 6. veljače 2013.    | Stadion Stožice, Ljubljana, Slovenija             | Slovenija   | 1 : 0   | 3 : 0    | Prijateljska utakmica       |
| 16. | 22. ožujka 2013.    | Stadion Bilino polje, Zenica, Bosna i Hercegovina | Grčka       | 2 : 0   | 3 : 1    | Kvalifikacije za SP 2014.   |
| 17. | 7. lipnja 2013.     | Stadion Skonta, Riga, Latvija                     | Latvija     | 2 : 0   | 5 : 0    | Kvalifikacije za SP 2014.   |
| 18. | 14. kolovoza 2013.  | Koševo, Sarajevo, Bosna i Hercegovina             | SAD         | 2 : 0   | 3 : 4    | Prijateljska utakmica       |
| 19. | 11. listopada 2013. | Stadion Bilino polje, Zenica, Bosna i Hercegovina | Lihtenštajn | 3 : 0   | 4 : 1    | Kvalifikacije za SP 2014.   |
| 20. | 15. listopada 2013. | S. Dariaus ir S. Girėno stadionas, Kaunas, Litva  | Litva       | 1 : 0   | 1 : 0    | Kvalifikacije za SP 2014.   |
| 21. | 15. lipnja 2014.    | Estádio do Maracanã, Rio de Janeiro, Brazil       | Argentina   | 1 : 2   | 1 : 2    | SP 2014.                    |
| 22. | 4. rujna 2014.      | Stadion Tušanj, Tuzla, Bosna i Hercegovina        | Lihtenštajn | 1 : 0   | 3 : 0    | Prijateljska utakmica       |
| 23. | 4. rujna 2014.      | Stadion Tušanj, Tuzla, Bosna i Hercegovina        | Lihtenštajn | 2 : 0   | 3 : 0    | Prijateljska utakmica       |
| 24. | 9. rujna 2014.      | Stadion Bilino polje, Zenica, Bosna i Hercegovina | Cipar       | 1 : 0   | 1 : 2    | Kvalifikacije za EURO 2016. |
| 25. | 10. listopada 2015. | Stadion Bilino polje, Zenica, Bosna i Hercegovina | Wales       | 2 : 0   | 2 : 0    | Kvalifikacije za EURO 2016. |
| 26. | 6. rujna 2016.      | Stadion Bilino polje, Zenica, Bosna i Hercegovina | Estonija    | 4 : 0   | 5 : 0    | Kvalifikacije za SP 2018.   |
| 27. | 25. ožujka 2017.    | Stadion Bilino polje, Zenica, Bosna i Hercegovina | Gibraltar   | 1 : 0   | 5 : 0    | Kvalifikacije za SP 2018.   |
| 28. | 25. ožujka 2017.    | Stadion Bilino polje, Zenica, Bosna i Hercegovina | Gibraltar   | 2 : 0   | 5 : 0    | Kvalifikacije za SP 2018.   |

## Vanjske poveznice
- Profil na Transfermarktu
- Profil na Soccerwayu
- Razgovor s Vedadom Ibiševićem, serijal (Ne)uspjeh prvaka s Mariom Stanićem, 16. 10. 2023. (YouTube)